# Betacetilmetadol
El betacetilmetadol (β-acetilmetadol) es un opioide sintético. Se trata de un diastereoisómero del alfacetilmetadol (así como del levacetilmetadol). 

## Uso farmacológico
Es un analgésico narcótico con un inicio largo y de prolongada duración de acción. Se utiliza principalmente en el tratamiento de la dependencia de narcóticos.

## Desventajas
El betacetilmetadol es más tóxico que el levacetilmetadol y menos activo que alfacetilmetadol y no tiene ningún uso médico actual salvo en experimentación. El betacetilmetadol es principalmente un agonista del receptor opioide de tipo μ (Mu).

## Información adicional
La literatura científica se refiere al Levacetilmetadol (LAAM) a menudo como el acetato de metadil, abreviatura de levo-alfa-acetilmetadol. El "acetato de metadil", sin embargo, es también el nombre del compuesto en ocasiones llamado acetilmetadol y que se encuentra incluido en el grupo I de sustancias controladas de México. Además, cierta literatura científica utiliza el término acetilmetadol como sinónimo de LAAM. Incluso los números de registro CAS de estas sustancias se mezclan, y a veces los artículos científicos asignan el número CAS 509-74-0 al LAAM. Y para añadir aún más confusión, el LAAM y las sustancias también incluidas en el grupo I, acetilmetadol, alfacetilmetadol, y betacetilmetadol todos tienen la misma fórmula molecular (el Orlaam es similar al levacetilmetadol pero con la adición de clorhidrato). Las personas que utilicen los datos desde cualquier punto de partida para ahondar en las investigaciones sobre el LAAM deben considerar cuidadosamente otras fuentes de información para asegurarse de qué droga es la que se está discutiendo.